# Мала Теремија
Мала Теремија (рум. Comloşu Mică) је село унутар општине Велика Теремија, која припада округу Тимиш у Републици Румунији.

## Положај насеља
Село Мала Теремија се налази у источном, румунском Банату, на пар километара удаљености од Србије (преко границе се налази српско село Мокрин). Од Темишвара село је удаљено око 75 км, а од Кикинде свега 12 километара. Сеоски атар је у равничарском делу Баната.

## Прошлост
Вековима раније, још у турско доба у 16. веку постојало је српско село Теремија, са 20-30 сточарских породица.
По "Румунској енциклопедији" место је основано 1769-1771. године. Настало је колонизацијом Немаца из Алзаса, Лорене и Вестфалије. Првобитно име те колоније је било "Албрецтсфлур", у којем је 1771. године већ било 78 кућа, гостионица и школа . Године 1782. ту су римокатоличка жупа и црква брвнара.
Године 1769. уступљена је тада пустара Теремија за насељавање граничарима. Подигнута су оба села, Велика Теремија и Мала Теремија, свако са по 80 домова.
Године 1774. а и након Првог светског рата Мала Теремија је немачко село, под именом "Албрехтсфлор". Још 1774. године аустријски царски ревизор је констатовао да се ту налази римокатоличка црква. А после Другог светског рата становници Мале Теремије, као и они из других банатских села били су државном силом протерани у удаљене крајеве Румуније. Из Мале Теремије кренуо је транспорт од 200 запрежних кола са прогнаницима, који је обезбеђивала војска. Процењује се да је из места било протерано чак 940 становника.

## Становништво
По последњем попису из 2002. године село Мала Теремија имало је 640 становника, од чега Румуни чине 95%. Последњих деценија број становништва опада.